# Carlos Duarte Costa
Carlos Duarte Costa (* 21. Juli 1888 in Rio de Janeiro, Brasilien; † 26. März 1967 ebenda) war ein Bischof der römisch-katholischen Kirche. Er wurde exkommuniziert und gründete die Katholisch-Apostolische Kirche Brasiliens.

## Leben
Carlos Duarte Costa wurde am 1. April 1911 für das Erzbistum Rio de Janeiro zum Priester geweiht. Am 4. Juli 1924 wurde er von Papst Pius XI. zum Bischof von Botucatu ernannt und am 8. Dezember 1924 durch Sebastião Leme da Silveira Cintra, Koadjutorbischof von Rio de Janeiro, zum Bischof geweiht. Mitkonsekratoren waren der Bischof von Ribeirão Preto, Alberto José Gonçalves, und der Bischof von Espírito Santo, Benedito Paulo Alves de Souza.
Am 22. September 1937 wurde sein Rücktrittsgesuch, zu dem er aus administrativen Gründen gezwungen worden war, angenommen, und Duarte Costa wurde zum Titularbischof von Maura ernannt. Die brasilianische Regierung hatte beim Vatikan dieses Vorgehen erreicht. Sein Widerstand gegen die Regierung von Getúlio Vargas führte 1944/45 zu Duarte Costas Inhaftierung.
Duarte Costa entwickelte sich zu einem Kritiker der offiziellen Linie der römisch-katholischen Kirche. So wandte er sich gegen das Unfehlbarkeitsdogma, den Zölibat, den Gebrauch der lateinischen Sprache in der Liturgie und die aus seiner Sicht konziliante Haltung des Vatikans zum Nationalsozialismus, zum italienischen Faschismus und zum Regime von Getúlio Vargas. Deshalb wurde er am 6. Juli 1945 vom Papst Pius XII. exkommuniziert. Daraufhin gründete er am 18. August 1945 die Katholisch-Apostolische Kirche Brasiliens. Sie hatte zeitweise bis zu 2 Millionen Mitglieder.

## Nachleben
Die Katholisch-Apostolische Kirche Brasiliens erklärte Carlos Duarte Costa 1979 zum Heiligen. Sein Nachfolger als Leiter der Katholisch-Apostolischen Kirche Brasiliens, Luis Fernando Castillo Méndez, bezeichnete Duarte Costa als „Patriarchen“. Duarte Costa selbst nahm diesen Titel nicht für sich in Anspruch.